# Danmarks Demokratiske Kvindeforbund (film)
|  | Denne artikel er oprettet af botten Steenthbot ud fra en ekstern database. Den kan derfor have sproglige fejl eller mangler. Denne skabelon kan fjernes efter kontrol af indholdet. |

 For alternative betydninger, se Danmarks Demokratiske Kvindeforbund. (Se også artikler, som begynder med Danmarks Demokratiske Kvindeforbund)
Danmarks Demokratiske Kvindeforbund er en dansk dokumentarisk optagelse fra 1963.

## Handling
Private optagelser af Kvindernes Demokratiske Verdenskongres 24.-29. juni 1963. Den danske delegations afrejse i Kastrup Lufthavn og ankomsten i Moskva. Delegationens tur rundt i Moskva til seværdigheder og kulturelle aktiviteter. Billeder fra selve kongressen med deltagere fra over 50 forskellige lande. Danmarks Demokratiske Kvindeforbund, blev stiftet i 1947 og fik i løbet af 1950'erne tusindvis af medlemmer og 50 lokale afdelinger i Danmark. Organisationen var på papiret uafhængig af partipolitik, men i realiteten domineret og finansieret af Danmarks Kommunistiske Parti. Organisationen og dens medlemmer i Danmark arbejdede imod fascisme og for ligerettigheder for kvinder og børn. En stor del af arbejdet var at facilitere solidaritet med kvindebevægelser i den tredje verden og skabe opmærksomhed om forhold for kvinder og børn i den postkoloniale verden. Organisationen blev nedlagt i 1990.